# Lycosa futilis
Lycosa futilis är en spindelart som beskrevs av Banks 1898. Lycosa futilis ingår i släktet Lycosa och familjen vargspindlar. Inga underarter finns listade i Catalogue of Life.